# Aratos (dorp)
Aratos of Aratos Rodopis (Grieks: Άρατος of Άρατος Ροδόπης) is een dorp in de deelgemeente (dimotiki enotita) Fillyra van de fusiegemeente (dimos) Arriana, in de Griekse bestuurlijke regio (periferia) Oost-Macedonië en Thracië.
Het dorp ligt dicht bij de Turkse grens, aan de rivier Lissos. Vanuit de stad Komotini loopt een weg oostwaarts door de dorpen Roditis en Anthochori naar Aratos. Deze volgt de route van de Romeinse Via Egnatia. Na Aratos gaat de weg door naar Arisvi en Sapes.
Er is een kleuter- en een basisschool. In de zomer wordt het dorp door toeristen bezocht.
Er zijn plannen voor een industriële zone tussen Aratos en het dorp Thrylorio. Sommigen zijn bang dat hierdoor het milieu van het stroomgebied van de Lissos wordt aangetast. Verder ligt Aratos dicht bij de gasgestookte energiecentrale van Komotini.
Het dorp heeft een deel waar de bevolking overwegend van Griekse afkomst is, en een Turks deel. De Griekse bevolking daar zijn Grieks-orthodox en ze spreken Grieks. In de verdere omgeving zijn ze moslim en spreken ze Turks.
De postcode van Aratos is 69100.